# Iluminacja (serial telewizyjny)
Iluminacja (ang. Enlightened, 2011–2013) – amerykański serial komediowo-obyczajowy stworzony przez Laurę Dern i Mike'a White'a.
Światowa premiera serialu miała miejsce 10 października 2011 roku na amerykańskim HBO, natomiast w Polsce odbyła się 6 lutego 2012 roku na kanale HBO.

## Opis fabuły
Serial opowiada o Amy Jellicoe (Laura Dern), czterdziestoletniej pracowniczce korporacji, która właśnie skończyła terapię w ośrodku na Hawajach.

## Obsada

### Główni
- Laura Dern jako Amy Jellicoe
- Luke Wilson jako Levi
- Diane Ladd jako Helen Jellicoe
- Timm Sharp jako Dougie
- Sarah Burns jako Krista Jacobs
- Amy Hill jako Judy Harvey
- Mike White jako Tyler

### Pozostali
- Charles Esten jako Damon Manning
- Bayne Gibby jako Connie
- Jason Mantzoukas jako Omar
- Michaela Watkins jako Janice
- Riki Lindhome jako Harper
- Robin Wright jako Sandy

## Spis odcinków
| Światowa premiera | Polska premiera | N/o | Angielski tytuł         |
| ----------------- | --------------- | --- | ----------------------- |
|                   |                 |     |                         |
| SERIA PIERWSZA    |                 |     |                         |
|                   |                 |     |                         |
| 10.10.2011        | 06.02.2012      | 01  | Pilot                   |
|                   |                 |     |                         |
| 17.10.2011        | 06.02.2012      | 02  | Now or Never            |
|                   |                 |     |                         |
| 24.10.2011        | 13.02.2012      | 03  | Someone Else's Life     |
|                   |                 |     |                         |
| 31.10.2011        | 13.02.2012      | 04  | The Weekend             |
|                   |                 |     |                         |
| 07.11.2011        | 20.02.2012      | 05  | Not Good Enough Mothers |
|                   |                 |     |                         |
| 14.11.2011        | 20.02.2012      | 06  | Sandy                   |
|                   |                 |     |                         |
| 21.11.2011        | 27.02.2012      | 07  | Lonely Ghosts           |
|                   |                 |     |                         |
| 28.11.2011        | 27.02.2012      | 08  | Comrades Unite!         |
|                   |                 |     |                         |
| 05.12.2011        | 05.03.2012      | 09  | Consider Helen          |
|                   |                 |     |                         |
| 12.12.2011        | 05.03.2012      | 10  | Burn It Down            |
|                   |                 |     |                         |